# Nio Unga
Nio Unga var en konstnärsgrupp som 1926 debuterade på Liljevalchs konsthall och gjorde där två utställningar till (1929 och 1932) innan gruppen upplöstes. Det gemensamma med gruppen var, enligt dem själva, deras val av motivkrets det vill säga proletärernas och fattigfolkets värld, de trista förstadskvarteren, fabrikerna osv[källa behövs].

## Medlemmar
- Carl J Alexanderson
- Gustav Alexanderson
- Märta Alexanderson
- Gustav Arnér
- Martin Emond
- Sven Erixson, X:et
- Sven Hempel
- Paul Källström
- Gösta Nyrén
- Rudolf Persson
- Josef Öberg